# 仲念德如
仲宁德乌（藏語：འབྲོམ་སྙན་ལྡེའུ་），又作仲念德如（藏語：འབྲོང་གཉན་ལྡེ་རུ།，威利转写：vBrong gnyan ldevu，?—?），《新唐书》作勃弄若。按照藏族的传统他是吐蕃王朝第30任赞普。赤聂松赞之子，母为没庐妃萨莫杜扬娴（འབྲོ་ཟ་མོ་དུར་ཡང་བཞན）。吐蕃王朝立国之君松赞干布的曾祖父。
仲宁德乌娶了塔波部（དྭགས་པོ）的美女琛萨鲁杰（མཆིམས་ཟ་ཀླུ་རྒྱལ་）为妃。琛萨鲁杰嫁入吐蕃后就苍老憔悴，不断变丑。赞普问她为什么，琛萨鲁杰说是没吃家乡的食物所致，赞普遂派人取来这种食物。这种食物便是酥油烹制的蛙，根据《贤者喜宴》的说法，当时西藏无人吃鱼，只有塔波部的人吃，他们将鱼称为蛙，因此王妃吃的其实是鱼。
王妃将取来的大量蛙尸藏在食橱内，不许告诉别人，自己秘密取食。她吃后不久，慢慢恢复原貌。仲宁德乌得知后认为一定是好东西，便乘王妃不在的时候打开食橱看，发现食物竟是死蛙，十分恶心，因此得了癞病。之后，为使后世无灾，仲宁德乌让儿子达日宁色继位，自己和王妃以及大臣尼雅唐巴亚杰（སྙགས་ཐང་པ་ཡར་རྗེ）三人一起被关进象达（ཞང་མདའ）的荪切东波陵（གསོན་འཆད་ཟླུམ་པོ，意为“圆形活葬墓”）中。
这个故事的由来基于苯教认为魚和蛙、蛇吃了之后，就会得麻风病。